# Желтоклювый альбатрос
Желтоклювый альбатрос (лат. Thalassarche chlororhynchos) — крупная морская птица из семейства альбатросовых.

## Описание
Длина тела желтоклювого альбатроса составляет в среднем 81 см. Это птица с типичной для альбатросов чёрно-белой окраской, только голова серая и вокруг глаз серые «очки»; затылок и задняя часть шеи белые. Клюв чёрный, с жёлтой полосой по верхнему краю и розовым кончиком. Середина спины серая с чёрным оттенком, такого же цвета хвост и верхние стороны крыльев; нижние поверхности крыльев в основном белые. По краю нижней поверхности крыла и главных маховых перьев идёт узкая чёрная полоса. Молодые особи похожи но взрослых, но у них белые головы и чёрные клювы. Желтоклювый альбатрос отличается от индийского желтоклювого альбатроса тем, что у последнего более светлая голова. От других альбатросов желтоклювый отличается меньшими размерами (в частности, более узкими крыльями) и узкой чёрной полосой по краю нижней поверхности крыла. У сероголового альбатроса такая же серая голова, но чёрная полоса на нижних поверхностях его крыльев шире и более размыта. Альбатрос Сэлвина также отличается серой головой, но его крылья намного шире, клюв бледнее, а чёрная полоса по краю нижней поверхности крыла уже.

## Питание
Этот вид альбатроса питается кальмарами, рыбой и ракообразными.

## Размножение
Как и все альбатросы, желтоклювый альбатрос живёт колониями, но некоторые особи могут гнездиться в невысоком кустарнике или среди древовидных папоротников Blechnum. Как и все альбатросы, этот вид строит на земле гнездо из грязи, торфа, перьев и травы. В это гнездо откладывается единственное яйцо. Откладка яиц происходит с сентября по начало октября, птенцы вылупляются в конце марта — апреле. Размножение происходит ежегодно.

## Ареал
Атлантический желтоклювый альбатрос гнездится на островах в зоне около Срединно-Атлантического хребта, в том числе на островах Тристан-да-Кунья (острова Инаксессибл, Миддл, Найтингейл, Стольтенхофф), а также на острове Гоф. Во время длительных полётов курсируют над южной частью Атлантического океана от Африки до Южной Америки, между 15 и 45 градусами южной широты.

## Охрана вида
Международный союз охраны природы считает этот вид находящимся в опасности. Ареал встречаемости этого вида составляет 16 800 000 квадратных километров, ареал гнездования — 80 квадратных километров. Оценка численности популяции от 2001 года позволяет рассматривать ряд групп внутри популяции, а также показывает некоторые тенденции. Так, на момент оценки популяция на острове Гоф составила 5300 размножающихся пар, число размножающихся пар на островах Тристан-да-Кунья оценивалось от 16000 до 30000, 4500 пар было обнаружено на острове Найтингейл, от 100 до 200 пар на Среднем острове, 500 пар на острове Штольтенгофа и 1100 пар на острове Неприступном. При существующих темпах размножения общий прирост должен составить от 27500 до 41600 пар в год, прирост взрослых птиц будет от 55000 до 83200 особей в год. Темпы прироста были оценены в 1983, сейчас эта оценка считается устаревшей. Наблюдаемые в данный момент тенденции предполагают сокращение численности вида на 50 % в течение 72 лет.
Наибольшую угрозу желтоклювому альбатросу представляет ярусный лов рыбы. Охота на взрослых особей этого вида, также как и охота на птенцов, запрещена законодательно.
Проекты по сохранению данного вида находятся в процессе разработки. Производится подсчёт популяции на острове Гоф. Кроме того, острова Гоф и Неприступный являются заповедниками, а остров Гоф также включён в список всемирного наследия UNESCO. Популяция на Тристан-да-Кунья подсчитывается, отслеживаются пути миграции птиц. Организация Контроля за Рыболовством в Юго-Восточной Атлантике (SEAFO) обязала все рыболовецкие суда использовать так называемые «линии торов» (англ. «tori line»), а в ночное время также освещение для отпугивания птиц.